# Wilkie
Wilkie – jezioro o powierzchni 1,7 ha, położone na południu nowozelandzkiej Wyspy Południowej, w odległości około 300 metrów od wybrzeża Oceanu Spokojnego.